# Tir amb arc als Jocs Olímpics d'estiu de 1920 - Ocell fix gran per equips
La competició d'ocell fix gran per equips va ser una de les 10 proves de tir amb arc que es van disputar als Jocs Olímpics d'Anvers de 1920. Aquesta, com la resta de proves d'aquest esport, sols estava oberta a la participació masculina. Hi va prendre part un sol equip format per 6 arquers, en representació de Bèlgica.
Hi va haver dues proves en la categoria de tir a l'ocell fix gran, tot i que cada arquer va disparar un sol cop. Es van utilitzar les puntuacions individuals per determinar les medalles individuals i les tres millors puntuacions per a cada equip de sis homes es van sumar per determinar les puntuacions de l'equip. Els sis membres de cada equip medallista van ser considerats com medallistes.

## Medallistes
| Or | Plata | Bronze |
| BèlgicaEdmond Cloetens · Louis Van de Perck · Firmin Flamand · Edmond Van Moer · Joseph Hermans · Auguste Van de Verre |       |        |

## Resultats
| Posició | Equip   | Puntuació | Puntuació | Puntuació | Puntuació |
| Posició | Equip   | 1         | 2         | 3         | Total     |
| ------- | ------- | --------- | --------- | --------- | --------- |
| 1       | Bèlgica | 13        | 11        | 7         | 31        |